# فهرست کشورها بر اساس بدهی ناخالص دولت در آینده
فهرست کشورها بر اساس بدهی ناخالص دولت در آینده (انگلیسی: List of countries by future gross government debt) این فهرستی از کشورها بر اساس برآورد بدهی ناخالص آینده دولت مرکزی بر اساس داده‌های منتشر شده در اکتبر 2020 توسط صندوق بین‌المللی پول، با ارقام بر حسب درصد تولید ناخالص ملی است.

## برآورد بدهی های پیش بینی شده
| کشور                   | ۲۰۱۷    | ۲۰۱۸    | ۲۰۱۹    | ۲۰۲۰    | ۲۰۲۱    | ۲۰۲۲    | ۲۰۲۳    | ۲۰۲۴    | ۲۰۲۵    |
| ---------------------- | ------- | ------- | ------- | ------- | ------- | ------- | ------- | ------- | ------- |
| افغانستان              | ۷٫۹۹۸   | ۷٫۳۸۴   | ۶٫۱۳۰   | ۷٫۸۴۸   | ۸٫۹۰۶   | ۹٫۴۲۳   | ۹٫۹۱۰   | ۱۰٫۳۷۴  | ۱۰٫۸۷۹  |
| آلبانی                 | ۷۱٫۸۹۵  | ۶۹٫۵۰۹  | ۶۷٫۷۴۸  | ۸۳٫۲۸۸  | ۸۳٫۲۰۱  | ۷۷٫۰۹۹  | ۷۴٫۸۰۱  | ۷۱٫۹۱۵  | ۶۹٫۱۴۹  |
| الجزایر                | ۱۶٫۶۹۳  | ۱۷٫۹۶۴  | ۱۸٫۲۸۸  | ۱۸٫۱۰۹  | ۱۷٫۲۵۶  | ۱۶٫۸۸۸  | ۱۶٫۳۱۴  | ۱۵٫۹۴۰  | ۱۵٫۷۵۴  |
| آنگولا                 | ۶۹٫۲۶۵  | ۸۹٫۰۰۰  | ۱۰۹٫۲۱۰ | ۱۲۰٫۲۹۰ | ۱۰۷٫۵۲۶ | ۹۳٫۷۷۲  | ۸۳٫۶۹۲  | ۷۴٫۳۲۴  | ۶۷٫۲۳۷  |
| آنتیگوآ و باربودا      | ۹۲٫۳۲۲  | ۹۰٫۷۱۸  | ۸۴٫۴۶۸  | ۱۱۳٫۶۸۷ | ۱۱۲٫۶۵۹ | ۱۰۲٫۰۰۷ | ۹۲٫۰۸۹  | ۸۶٫۱۰۳  | ۸۰٫۳۴۰  |
| آرژانتین               | 57.028  | 86.431  | 90.382  | 96.693  | n/a     | n/a     | n/a     | n/a     | n/a     |
| ارمنستان               | ۵۳٫۷۰۴  | ۵۱٫۲۳۳  | ۴۹٫۹۴۵  | ۶۰٫۷۱۰  | ۶۱٫۷۵۱  | ۶۰٫۵۶۰  | ۵۹٫۱۹۹  | ۵۷٫۵۷۴  | ۵۶٫۰۶۱  |
| آروبا                  | ۸۶٫۷۴۱  | ۸۳٫۴۱۲  | ۸۱٫۲۸۶  | ۱۲۷٫۱۴۲ | ۱۲۰٫۲۹۵ | ۱۱۷٫۵۲۸ | ۱۱۷٫۸۲۱ | ۱۱۷٫۲۸۳ | ۱۱۵٫۷۲۹ |
| استرالیا               | ۴۱٫۰۷۶  | ۴۱٫۶۶۴  | ۴۶٫۲۷۷  | ۶۰٫۴۱۱  | ۷۰٫۱۹۸  | ۷۴٫۳۹۲  | ۷۴٫۹۷۲  | ۷۳٫۶۰۳  | ۷۰٫۹۰۲  |
| اتریش                  | ۷۸٫۴۰۵  | ۷۳٫۹۶۴  | ۷۰٫۳۴۷  | ۸۴٫۷۵۷  | ۸۴٫۲۸۱  | ۸۲٫۴۴۲  | ۸۱٫۱۱۵  | ۷۹٫۳۱۳  | ۷۶٫۹۶۶  |
| جمهوری آذربایجان       | ۲۲٫۵۰۹  | ۱۸٫۶۸۵  | ۱۷٫۷۰۳  | ۲۰٫۱۱۳  | ۲۰٫۰۳۶  | ۲۱٫۴۲۲  | ۲۳٫۶۴۲  | ۲۳٫۵۷۶  | ۲۶٫۲۱۱  |
| باهاما                 | ۵۳٫۰۱۴  | ۶۰٫۹۵۵  | ۵۸٫۸۴۱  | ۶۸٫۷۰۹  | ۸۱٫۹۵۹  | ۸۰٫۱۸۳  | ۷۸٫۴۹۶  | ۷۶٫۳۸۳  | ۷۴٫۸۷۲  |
| بحرین                  | ۸۸٫۱۳۸  | ۹۵٫۰۱۸  | ۱۰۳٫۳۶۳ | ۱۲۸٫۲۸۲ | ۱۳۰٫۵۸۱ | ۱۳۲٫۸۷۱ | ۱۳۴٫۷۹۷ | ۱۳۶٫۲۶۲ | ۱۳۷٫۱۳۲ |
| بنگلادش                | ۳۳٫۳۷۶  | ۳۴٫۵۶۱  | ۳۵٫۸۱۹  | ۳۹٫۶۱۹  | ۴۱٫۹۱۵  | ۴۲٫۲۹۰  | ۴۲٫۳۸۶  | ۴۱٫۸۶۲  | ۴۱٫۳۱۱  |
| باربادوس               | ۱۵۸٫۲۶۴ | ۱۲۵٫۵۸۵ | ۱۲۲٫۲۲۲ | ۱۳۴٫۰۹۴ | ۱۲۴٫۵۲۶ | ۱۱۷٫۲۴۲ | ۱۱۱٫۳۳۷ | ۱۰۵٫۶۷۸ | ۱۰۰٫۱۱۲ |
| بلاروس                 | ۵۳٫۱۶۰  | ۴۷٫۵۱۵  | ۴۱٫۸۶۳  | ۵۰٫۸۹۶  | ۴۸٫۵۸۴  | ۴۸٫۱۷۴  | ۴۵٫۲۱۱  | ۴۴٫۳۴۰  | ۴۲٫۹۸۱  |
| بلژیک                  | ۱۰۱٫۷۶۵ | ۹۹٫۸۹۸  | ۹۸٫۷۴۸  | ۱۱۷٫۶۹۶ | ۱۱۷٫۰۶۸ | ۱۱۸٫۳۴۰ | ۱۱۹٫۵۹۸ | ۱۲۱٫۲۴۸ | ۱۲۳٫۰۲۴ |
| بلیز                   | ۱۰۴٫۳۹۷ | ۱۰۱٫۴۵۸ | ۱۰۵٫۰۸۱ | ۱۳۴٫۶۰۹ | ۱۳۲٫۲۶۸ | ۱۲۹٫۵۷۴ | ۱۲۹٫۱۰۹ | ۱۲۸٫۱۵۴ | ۱۲۷٫۰۴۶ |
| بنین                   | ۳۹٫۵۹۸  | ۴۱٫۰۸۰  | ۴۱٫۲۳۰  | ۴۱٫۷۸۶  | ۴۱٫۳۶۵  | ۳۹٫۸۷۰  | ۳۸٫۳۷۱  | ۳۶٫۷۷۷  | ۳۵٫۱۸۹  |
| بوتان (کشور)           | ۱۱۱٫۷۲۴ | ۱۱۰٫۴۶۹ | ۱۰۴٫۴۰۵ | ۱۲۱٫۲۶۳ | ۱۲۵٫۷۱۳ | ۱۲۱٫۰۳۰ | ۱۱۴٫۵۲۷ | ۱۰۴٫۳۱۸ | ۹۷٫۵۲۴  |
| بولیوی                 | ۵۱٫۲۶۰  | ۵۳٫۸۵۰  | ۵۹٫۰۰۰  | ۶۹٫۴۴۷  | ۶۸٫۳۱۳  | ۶۷٫۵۷۰  | ۶۶٫۹۰۶  | ۶۶٫۵۸۵  | ۶۵٫۹۹۲  |
| بوسنی و هرزگوین        | ۳۹٫۲۴۰  | ۳۴٫۲۷۱  | ۳۲٫۸۰۴  | ۳۸٫۸۶۹  | ۴۰٫۳۹۹  | ۴۰٫۱۱۳  | ۴۰٫۴۱۷  | ۳۹٫۰۹۶  | ۳۷٫۳۰۹  |
| بوتسوانا               | ۱۳٫۳۹۷  | ۱۴٫۱۹۷  | ۱۵٫۱۰۱  | ۲۰٫۵۷۱  | ۲۴٫۰۰۲  | ۲۵٫۹۱۶  | ۲۷٫۹۱۶  | ۳۰٫۱۱۸  | ۳۱٫۴۶۵  |
| برزیل                  | ۸۳٫۶۵۹  | ۸۷٫۰۷۱  | ۸۹٫۴۷۱  | ۱۰۱٫۳۹۹ | ۱۰۲٫۷۶۴ | ۱۰۳٫۴۷۳ | ۱۰۳٫۷۶۶ | ۱۰۴٫۲۱۰ | ۱۰۴٫۴۰۹ |
| برونئی                 | ۲٫۸۲۶   | ۲٫۵۸۶   | ۲٫۵۷۵   | ۳٫۲۰۸   | ۲٫۸۸۰   | ۲٫۷۲۳   | ۲٫۶۲۹   | ۲٫۵۵۷   | ۲٫۴۹۳   |
| بلغارستان              | ۲۳٫۰۰۳  | ۲۰٫۱۱۶  | ۱۸٫۵۷۶  | ۲۴٫۰۷۰  | ۲۳٫۶۸۳  | ۲۲٫۲۲۶  | ۲۱٫۰۱۵  | ۱۹٫۹۴۱  | ۱۸٫۹۳۹  |
| بورکینافاسو            | ۳۳٫۴۹۸  | ۳۷٫۶۵۴  | ۴۲٫۶۷۲  | ۴۶٫۶۱۶  | ۴۸٫۰۶۲  | ۴۸٫۴۲۳  | ۴۸٫۲۷۰  | ۴۷٫۶۹۰  | ۴۷٫۱۴۲  |
| بوروندی                | ۴۴٫۷۲۰  | ۵۰٫۵۰۶  | ۵۷٫۳۷۱  | ۶۵٫۰۳۳  | ۶۸٫۹۲۷  | ۷۰٫۷۰۲  | ۷۱٫۹۰۳  | ۷۱٫۹۷۲  | ۷۱٫۰۲۷  |
| کیپ ورد                | ۱۲۷٫۲۱۸ | ۱۲۵٫۵۹۲ | ۱۲۴٫۹۸۱ | ۱۳۶٫۷۸۹ | ۱۳۷٫۵۷۷ | ۱۳۶٫۲۷۲ | ۱۲۹٫۸۵۲ | ۱۲۲٫۹۶۲ | ۱۱۵٫۴۳۷ |
| کامبوج                 | ۲۹٫۹۹۵  | ۲۸٫۶۳۸  | ۲۸٫۶۱۳  | ۳۱٫۴۷۲  | ۳۱٫۴۴۱  | ۳۲٫۱۱۰  | ۳۳٫۳۵۵  | ۳۵٫۱۲۱  | ۳۶٫۸۵۵  |
| کامرون                 | ۳۷٫۶۷۹  | ۳۹٫۴۷۴  | ۴۲٫۶۶۹  | ۴۴٫۷۲۷  | ۴۴٫۹۶۸  | ۴۴٫۸۹۸  | ۴۴٫۰۸۵  | ۴۲٫۸۳۲  | ۴۱٫۳۸۶  |
| کانادا                 | ۹۰٫۵۴۸  | ۸۹٫۷۴۷  | ۸۸٫۶۱۹  | ۱۱۴٫۶۴۸ | ۱۱۴٫۹۷۲ | ۱۱۴٫۶۷۱ | ۱۱۲٫۸۳۱ | ۱۱۰٫۰۱۷ | ۱۰۶٫۲۴  |
| جمهوری آفریقای مرکزی   | ۵۰٫۲۷۵  | ۵۰٫۰۳۱  | ۴۷٫۱۷۷  | ۴۶٫۵۷۴  | ۴۴٫۰۲۹  | ۴۰٫۹۹۲  | ۳۸٫۸۶۸  | ۳۷٫۱۴۴  | ۳۵٫۸۶۵  |
| چاد                    | ۵۰٫۲۶۸  | ۴۹٫۰۵۵  | ۴۴٫۲۸۶  | ۴۶٫۳۷۱  | ۴۴٫۳۵۲  | ۴۱٫۸۷۳  | ۳۹٫۱۴۷  | ۳۷٫۸۳۰  | ۳۵٫۱۰۴  |
| شیلی                   | ۲۳٫۵۹۸  | ۲۵٫۵۵۸  | ۲۷٫۹۰۷  | ۳۲٫۸۰۶  | ۳۷٫۵۱۰  | ۴۱٫۷۴۵  | ۴۴٫۸۹۳  | ۴۷٫۷۳۸  | ۴۷٫۹۸۱  |
| چین                    | ۴۶٫۳۵۸  | ۴۸٫۷۹۶  | ۵۲٫۶۲۹  | ۶۱٫۷۰۲  | ۶۶٫۵۳۰  | ۷۱٫۲۰۰  | ۷۴٫۵۹۹  | ۷۶٫۸۳۴۱ | ۷۸٫۰۶۸  |
| کلمبیا                 | ۴۹٫۴۳۶  | ۵۳٫۶۸۵  | ۵۲٫۲۸۵  | ۶۸٫۲۳۱  | ۶۸٫۰۶۵  | ۶۷٫۳۲۵  | ۶۵٫۴۷۲  | ۶۲٫۳۴۳  | ۵۹٫۵۲۴  |
| کومور                  | ۱۸٫۴۴۵  | ۲۱٫۰۵۳  | ۲۵٫۲۳۷  | ۳۰٫۴۲۴  | ۳۲٫۴۰۶  | ۳۲٫۹۴۱  | ۳۳٫۴۳۵  | ۳۳٫۸۳۳  | ۳۳٫۹۴۰  |
| جمهوری دموکراتیک کنگو  | ۱۹٫۰۵۳  | ۱۵٫۲۹۸  | ۱۴٫۷۵۰  | ۱۶٫۱۴۰  | ۱۳٫۴۲۰  | ۱۱٫۲۷۶  | ۹٫۲۷۰   | ۷٫۶۹۳   | ۶٫۲۵۹   |
| جمهوری کنگو            | ۹۴٫۲۲۴  | ۹۸٫۴۶۵  | ۸۳٫۶۷۲  | ۱۰۴٫۵۱۸ | ۹۸٫۴۱۹  | ۹۰٫۳۶۷  | ۸۱٫۸۴۸  | ۷۰٫۲۷۰  | ۶۳٫۷۲۹  |
| کاستاریکا              | ۴۸٫۳۳۶  | ۵۳٫۰۷۸  | ۵۸٫۳۸۰  | ۷۰٫۰۵۲  | ۷۴٫۷۶۳  | ۷۶٫۷۵۸  | ۷۷٫۱۶۵  | ۷۶٫۳۰۶  | ۷۴٫۱۶۳  |
| کرواسی                 | ۷۷٫۷۵۶  | ۷۴٫۷۱۷  | ۷۳٫۲۳۶  | ۸۷٫۶۷۰  | ۸۵٫۴۵۹  | ۸۲٫۷۱۱  | ۸۰٫۲۷۳  | ۷۷٫۹۶۹  | ۷۵٫۹۷   |
| قبرس                   | ۹۳٫۸۸۴  | ۱۰۰٫۵۶۱ | ۹۵٫۵۰۷  | ۱۱۸٫۴۰۲ | ۱۱۲٫۴۱۸ | ۱۰۵٫۰۶۳ | ۱۰۱٫۰۳۷ | ۹۳٫۸۷۳  | ۸۵٫۷۱۳  |
| جمهوری چک              | ۳۴٫۲۳۶  | ۳۲٫۰۷۱  | ۳۰٫۲۴۶  | ۳۹٫۱۳۳  | ۴۱٫۳۹۰  | ۴۲٫۵۰۷  | ۴۲٫۷۹۲  | ۴۲٫۴۴۶  | ۴۱٫۸۵۸  |
| ساحل عاج               | ۳۶٫۸۵۴  | ۳۹٫۶۶۲  | ۳۷٫۸۸۸  | ۴۱٫۷۳۲  | ۴۲٫۶۱۴  | ۴۲٫۴۰۱  | ۴۲٫۱۸۳  | ۴۱٫۸۹۴  | ۴۲٫۱۱۳  |
| دانمارک                | ۳۵٫۸۲۰  | ۳۴٫۲۱۴  | ۲۹٫۳۹۳  | ۳۴٫۵۴۴  | ۳۹٫۲۸۷  | ۴۲٫۵۵۶  | ۴۴٫۴۵۱  | ۴۵٫۲۷۸  | ۴۵٫۸۸۳  |
| جیبوتی                 | ۴۸٫۱۸۴  | ۴۶٫۵۰۸  | ۳۸٫۴۷۴  | ۴۰٫۵۵۶  | ۴۱٫۷۲۶  | ۴۰٫۸۳۹  | ۴۰٫۰۳۳  | ۳۹٫۵۲۱  | ۳۸٫۹۱۶  |
| دومینیکا               | ۸۳٫۸۰۶  | ۷۸٫۸۲۲  | ۸۵٫۷۱۸  | ۹۰٫۷۵۸  | ۸۸٫۹۸۶  | ۸۴٫۳۵۴  | ۸۰٫۵۲۰  | ۷۶٫۰۱۹  | ۷۱٫۰۰۱  |
| جمهوری دومینیکن        | ۴۹٫۱۶۳  | ۵۰٫۶۶۱  | ۵۳٫۷۵۸  | ۶۸٫۷۷۱  | ۶۸٫۲۰۳  | ۶۶٫۷۶۲  | ۶۵٫۰۰۶  | ۶۳٫۳۴۹  | ۶۱٫۶۷۴  |
| اکوادور                | ۴۴٫۶۱۷  | ۴۶٫۱۳۹  | ۵۱٫۸۲۵  | ۶۸٫۹۲۱  | ۶۷٫۴۳۸  | ۶۵٫۷۸۱  | ۶۲٫۲۸۰  | ۵۹٫۹۵۰  | ۵۶٫۰۵۸  |
| مصر                    | ۱۰۳٫۱۶۱ | ۹۲٫۶۵۲  | ۸۳٫۸۰۰  | ۸۶٫۵۹۰  | ۹۰٫۵۹۸  | ۸۷٫۸۰۱  | ۸۴٫۴۴۱  | ۸۰٫۸۱۴  | ۷۷٫۰۱۸  |
| السالوادور             | ۶۷٫۱۸۴  | ۶۸٫۰۰۰  | ۶۹٫۴۰۲  | ۸۸٫۹۸۷  | ۹۲٫۵۳۸  | ۹۵٫۵۸۴  | ۹۸٫۹۱۶  | ۱۰۲٫۷۷۱ | ۱۰۶٫۸۰۰ |
| گینه استوایی           | ۳۶٫۲۳۵  | ۳۹٫۱۵۱  | ۴۱٫۰۶۳  | ۵۱٫۱۷۴  | ۴۸٫۲۲۳  | ۴۹٫۳۸۴  | ۴۸٫۴۸۴  | ۴۷٫۴۹۳  | ۴۶٫۱۳۴  |
| اریتره                 | ۲۰۲٫۵۳۶ | ۱۸۵٫۶۰۷ | ۱۸۹٫۳۵۱ | ۱۸۵٫۷۹۰ | ۱۷۳٫۴۷۱ | ۱۶۵٫۶۵۷ | ۱۵۷٫۷۳۳ | ۱۴۹٫۸۴۸ | ۱۴۲٫۱۸۵ |
| استونی                 | ۹٫۱۲۴   | ۸٫۲۹۶   | ۸٫۳۹۶   | ۱۸٫۶۸۷  | ۲۲٫۳۷۸  | ۲۵٫۵۶۰  | ۲۸٫۰۴۷  | ۳۰٫۳۳۰  | ۳۱٫۸۹۰  |
| اسواتینی               | ۲۵٫۱۱۵  | ۳۳٫۸۳۶  | ۳۸٫۰۴۹  | ۴۷٫۹۲۶  | ۴۹٫۹۰۲  | ۵۲٫۱۳۴  | ۵۲٫۵۵۶  | ۵۱٫۹۹۶  | ۵۱٫۳۸۹  |
| اتیوپی                 | ۵۷٫۷۲۳  | ۶۱٫۱۰۶  | ۵۷٫۶۰۳  | ۵۶٫۰۷۲  | ۵۸٫۵۱۱  | ۵۶٫۹۲۵  | ۵۳٫۹۱۴  | ۴۸٫۶۰۴  | ۴۳٫۳۰۶  |
| منطقه یورو             | ۸۷٫۶۱۹  | ۸۵٫۷۳۴  | ۸۳٫۹۸۴  | ۱۰۱٫۱۴۲ | ۹۹٫۹۷۵  | ۹۸٫۳۶۶  | ۹۶٫۹۵۴  | ۹۵٫۵۷۴  | ۹۴٫۲۶۵  |
| اتحادیه اروپا          | ۸۳٫۲۸۳  | ۸۱٫۲۹۳  | ۷۹٫۲۰۵  | ۹۵٫۳۴۷  | ۹۴٫۶۰۷  | ۹۳٫۲۰۰  | ۹۱٫۸۵۰  | ۹۰٫۵۰۶  | ۸۹٫۲۵۵  |
| فیجی                   | ۴۳٫۷۴۵  | ۴۶٫۱۵۵  | ۴۸٫۹۹۶  | ۸۳٫۷۸۹  | ۸۳٫۳۲۹  | ۷۹٫۵۲۸  | ۷۶٫۸۹۳  | ۷۴٫۵۳۳  | ۷۳٫۴۴۹  |
| فنلاند                 | ۶۱٫۲۶۷  | ۵۹٫۶۲۶  | ۵۹٫۰۱۱  | ۶۷٫۹۱۲  | ۶۸٫۵۹۰  | ۶۹٫۱۲۰  | ۶۹٫۷۶۵  | ۷۰٫۲۷۸  | ۷۰٫۵۴۰  |
| فرانسه                 | ۹۸٫۳۱۸  | ۹۸٫۰۶۰  | ۹۸٫۱۲۰  | ۱۱۸٫۷۳۸ | ۱۱۸٫۵۷۳ | ۱۱۹٫۹۵۹ | ۱۲۱٫۲۷۱ | ۱۲۲٫۲۷۰ | ۱۲۳٫۳۰۷ |
| گابن                   | ۶۲٫۸۸۶  | ۶۰٫۹۱۴  | ۶۲٫۴۰۱  | ۷۳٫۸۵۷  | ۷۰٫۵۲۵  | ۶۵٫۱۹۷  | ۵۹٫۸۵۵  | ۵۴٫۷۶۷  | ۴۸٫۹۸   |
| گامبیا                 | ۸۷٫۰۰۸  | ۸۴٫۶۱۱  | ۸۰٫۰۱۰  | ۸۳٫۱۰۲  | ۷۷٫۰۰۶  | ۷۳٫۹۰۸  | ۶۷٫۷۹۳  | ۶۱٫۹۴۲  | ۵۷٫۰۰۳  |
| گرجستان                | ۴۰٫۷۶۰  | ۳۹٫۹۵۲  | ۴۲٫۶۴۱  | ۵۸٫۶۵۵  | ۵۸٫۷۷۹  | ۵۶٫۳۸۱  | ۵۴٫۶۱۱  | ۵۳٫۱۱۲  | ۵۲٫۰۳۴  |
| آلمان                  | ۶۴٫۹۹۳  | ۶۱٫۶۳۰  | ۵۹٫۵۲۵  | ۷۳٫۲۷۸  | ۷۲٫۲۰۶  | ۶۸٫۴۹۲  | ۶۵٫۵۲۶  | ۶۲٫۵۷۱  | ۵۹٫۵۴۹  |
| غنا                    | ۵۸٫۳۰۶  | ۵۹٫۱۲۹  | ۶۲٫۷۶۳  | ۷۶٫۶۶۸  | ۷۴٫۶۵۳  | ۷۴٫۶۳۷  | ۷۲٫۳۹۳  | ۷۱٫۸۶۰  | ۷۱٫۳۳   |
| یونان                  | ۱۷۹٫۲۷۵ | ۱۸۴٫۷۵۹ | ۱۸۰٫۹۱۵ | ۲۰۵٫۲۴۹ | ۲۰۰٫۵۳۳ | ۱۸۷٫۳۳۱ | ۱۷۶٫۹۹۰ | ۱۶۹٫۷۴۹ | ۱۶۵٫۹۱۰ |
| گرنادا                 | ۷۰٫۱۰۹  | ۶۴٫۳۵۸  | ۵۹٫۰۷۹  | ۷۱٫۴۹۶  | ۷۳٫۴۹۷  | ۷۰٫۱۹۹  | ۶۴٫۲۳۶  | ۵۷٫۱۲۲  | ۵۰٫۳۴۳  |
| گواتمالا               | ۲۵٫۰۹۱  | ۲۶٫۴۹۰  | ۲۶٫۵۹۱  | ۳۲٫۲۲۹  | ۳۳٫۸۹۴  | ۳۵٫۰۳۴  | ۳۵٫۶۰۰  | ۳۵٫۶۶۶  | ۳۵٫۴۵۸  |
| گینه                   | ۴۰٫۴۸۳  | ۳۷٫۹۵۶  | ۳۴٫۴۹۸  | ۴۴٫۸۸۳  | ۴۵٫۹۱۹  | ۴۴٫۳۱۴  | ۴۲٫۹۱۶  | ۴۱٫۹۷۱  | ۴۰٫۹۵۸  |
| گینه بیسائو            | ۵۰٫۷۳۴  | ۶۰٫۱۸۴  | ۶۷٫۶۱۶  | ۷۹٫۸۱۰  | ۷۹٫۰۳۷  | ۷۷٫۸۱۶  | ۷۵٫۳۱۷  | ۷۲٫۶۹۱  | ۷۰٫۰۴   |
| گویان                  | ۳۸٫۹۰۹  | ۴۳٫۱۱۴  | ۳۹٫۷۹۲  | ۳۶٫۹۸۱  | ۳۴٫۸۴۳  | ۲۷٫۶۵۸  | ۲۱٫۹۷۱  | ۲۱٫۱۰۰  | ۲۰٫۴۸۸  |
| هائیتی                 | ۳۷٫۹۷۰  | ۳۹٫۶۵۹  | ۴۷٫۶۸۶  | ۵۴٫۳۶۳  | ۵۲٫۴۴۲  | ۴۸٫۹۰۶  | ۴۶٫۳۱۵  | ۴۴٫۷۷۵  | ۴۳٫۸۴   |
| هندوراس                | ۳۸٫۹۱۲  | ۴۰٫۰۸۳  | ۴۰٫۲۸۷  | ۴۵٫۹۵۷  | ۵۰٫۴۱۹  | ۵۲٫۳۶۶  | ۵۳٫۸۵۲  | ۵۳٫۷۱۰  | ۵۱٫۰۹   |
| هنگ کنگ                | ۰٫۰۵۵   | ۰٫۰۵۲   | ۰٫۲۶۹   | ۰٫۲۹۰   | ۰٫۲۷۲   | ۰٫۲۵۵   | ۰٫۲۴۲   | ۰٫۰۰۰   | ۰٫۰۰    |
| مجارستان               | ۷۲٫۹۰۳  | ۷۰٫۲۳۳  | ۶۶٫۳۴۴  | ۷۷٫۴۲۰  | ۷۵٫۸۶۹  | ۷۳٫۲۱۹  | ۶۹٫۸۳۶  | ۶۶٫۴۴۹  | ۶۳٫۴۷   |
| ایسلند                 | ۴۳٫۲۴۶  | ۳۷٫۳۷۶  | ۳۶٫۹۹۷  | ۵۱٫۷۳۲  | ۵۲٫۵۲۹  | ۵۲٫۷۴۷  | ۵۲٫۸۶۸  | ۵۲٫۵۱۴  | ۵۳٫۰۹۶  |
| هند                    | ۶۹٫۴۲۳  | ۶۹٫۵۷۵  | ۷۲٫۳۴۴  | ۸۹٫۳۳۰  | ۸۹٫۸۵۶  | ۸۹٫۵۱۷  | ۸۹٫۰۲۲  | ۸۸٫۵۵۲  | ۸۸٫۱۵۵  |
| اندونزی                | ۲۹٫۳۹۶  | ۳۰٫۰۶۹  | ۳۰٫۴۹۰  | ۳۸٫۴۷۷  | ۴۱٫۸۲۸  | ۴۳٫۱۸۱  | ۴۳٫۲۶۱  | ۴۳٫۱۶۸  | ۴۳٫۰۶۸  |
| ایران                  | ۳۸٫۱۸۷  | ۴۰٫۳۲۷  | ۴۴٫۷۴۳  | ۴۵٫۳۶۷  | ۴۰٫۴۳۵  | ۳۹٫۲۱۰  | ۳۸٫۶۴۱  | ۳۸٫۵۰۲  | ۳۸٫۳۵۰  |
| عراق                   | ۵۸٫۸۸۷  | ۴۸٫۸۸۵  | ۴۶٫۹۰۴  | ۶۸٫۲۶۵  | ۷۴٫۹۸۱  | ۸۱٫۶۸۵  | ۸۴٫۸۴۲  | ۸۸٫۳۰۷  | ۹۰٫۸۳۴  |
| جمهوری ایرلند          | ۶۷٫۴۱۱  | ۶۲٫۹۱۵  | ۵۷٫۳۳۱  | ۶۳٫۶۷۶  | ۶۱٫۲۵۴  | ۵۹٫۲۲۷  | ۵۵٫۸۰۴  | ۵۲٫۵۱۲  | ۴۹٫۲۳۹  |
| اسرائیل                | ۶۰٫۶۰۷  | ۶۰٫۸۷۷  | ۵۹٫۹۷۹  | ۷۶٫۵۲۱  | ۸۰٫۰۰۲  | ۸۱٫۴۲۰  | ۸۲٫۲۳۹  | ۸۲٫۶۴۷  | ۸۲٫۶۸۳  |
| ایتالیا                | ۱۳۴٫۱۴۵ | ۱۳۴٫۸۰۸ | ۱۳۴٫۸۰۴ | ۱۶۱٫۸۴۹ | ۱۵۸٫۳۰۵ | ۱۵۶٫۵۶۹ | ۱۵۴٫۸۷۴ | ۱۵۳٫۸۳۰ | ۱۵۲٫۵۶۸ |
| جامائیکا               | ۱۰۱٫۲۹۲ | ۹۴٫۴۰۵  | ۹۳٫۸۶۱  | ۱۰۱٫۳۳۴ | ۹۲٫۴۳۲  | ۸۴٫۲۷۷  | ۷۷٫۴۲۷  | ۷۲٫۱۵۹  | ۶۷٫۳۲۳  |
| ژاپن                   | ۲۳۴٫۴۶۲ | ۲۳۶٫۵۶۸ | ۲۳۷٫۹۵۵ | ۲۶۶٫۱۷۶ | ۲۶۳٫۹۶۸ | ۲۶۳٫۰۴۵ | ۲۶۲٫۷۸۵ | ۲۶۳٫۰۱۶ | ۲۶۳٫۹۸۵ |
| اردن                   | ۷۶٫۰۲۲  | ۷۵٫۰۶۱  | ۷۸٫۰۱۵  | ۸۸٫۳۸۲  | ۸۸٫۸۳۹  | ۸۸٫۰۱۹  | ۸۶٫۱۲۳  | ۸۲٫۷۴۹  | ۷۹٫۸۸۵  |
| قزاقستان               | ۱۹٫۸۶۹  | ۲۰٫۲۵۹  | ۱۹٫۹۴۴  | ۲۳٫۴۴۱  | ۲۴٫۱۰۸  | ۲۵٫۳۴۰  | ۲۶٫۲۴۱  | ۲۸٫۰۱۹  | ۲۹٫۷۷۰  |
| کنیا                   | ۵۶٫۸۸۱  | ۶۰٫۲۳۵  | ۶۲٫۰۹۹  | ۶۶٫۳۸۹  | ۷۰٫۴۶۳  | ۷۳٫۳۲۹  | ۷۶٫۲۶۲  | ۷۷٫۷۴۵  | ۷۸٫۶۲۵  |
| کیریباتی               | ۲۱٫۴۲۳  | ۱۹٫۷۰۸  | ۱۸٫۳۴۴  | ۱۷٫۷۲۲  | ۲۴٫۹۵۲  | ۳۱٫۵۲۱  | ۳۷٫۶۰۰  | ۴۳٫۲۲۳  | ۴۸٫۴۵۲  |
| کوزوو                  | ۱۶٫۲۳۲  | ۱۶٫۹۵۳  | ۱۷٫۵۲۹  | ۲۳٫۳۷۹  | ۲۵٫۸۵۳  | ۲۷٫۹۹۸  | ۲۹٫۶۱۳  | ۳۱٫۱۵۲  | ۳۲٫۵۶۷  |
| کویت                   | ۲۰٫۴۸۵  | ۱۴٫۸۳۸  | ۱۱٫۷۷۱  | ۱۹٫۲۵۵  | ۳۶٫۵۷۰  | ۴۹٫۳۴۱  | ۶۵٫۲۲۵  | ۷۸٫۴۲۲  | ۸۹٫۹۲۵  |
| قرقیزستان              | ۵۸٫۷۸۶  | ۵۴٫۸۱۸  | ۵۴٫۱۴۴  | ۶۸٫۰۸۲  | ۶۶٫۷۸۵  | ۶۴٫۰۵۵  | ۶۱٫۲۴۳  | ۵۹٫۶۸۴  | ۵۸٫۶۳۸  |
| لائوس                  | ۵۷٫۱۹۸  | ۵۹٫۶۵۰  | ۶۲٫۶۴۳  | ۷۰٫۹۳۷  | ۷۰٫۶۵۹  | ۷۰٫۶۱۷  | ۷۰٫۰۳۷  | ۶۸٫۸۴۸  | ۶۷٫۴۴۳  |
| لتونی                  | ۴۰٫۳۲۷  | ۳۶٫۵۰۹  | ۳۶٫۷۵۶  | ۴۴٫۰۶۳  | ۴۵٫۰۲۴  | ۴۲٫۹۹۸  | ۴۰٫۸۵۳  | ۳۹٫۶۱۹  | ۳۸٫۵۰۳  |
| لبنان                  | 149.668 | 154.907 | 174.482 | 171.666 | n/a     | n/a     | n/a     | n/a     | n/a     |
| لسوتو                  | ۳۸٫۰۰۵  | ۴۶٫۵۲۱  | ۴۶٫۴۶۰  | ۴۷٫۱۶۸  | ۴۵٫۷۷۶  | ۴۳٫۷۹۵  | ۴۱٫۸۹۳  | ۴۰٫۵۶۰  | ۳۹٫۰۳۲  |
| لیبریا                 | ۳۳٫۹۰۱  | ۳۹٫۴۱۹  | ۵۳٫۲۷۴  | ۶۱٫۷۵۰  | ۶۳٫۵۵۵  | ۶۴٫۱۸۸  | ۶۳٫۱۷۸  | ۶۱٫۶۴۰  | ۶۰٫۲۹۴  |
| لیبی                   | n/a     | n/a     | n/a     | n/a     | n/a     | n/a     | n/a     | n/a     | n/a     |
| لیتوانی                | ۳۹٫۳۴۴  | ۳۴٫۰۷۸  | ۳۷٫۶۶۵  | ۴۸٫۲۵۲  | ۴۷٫۶۸۲  | ۴۴٫۹۲۸  | ۴۲٫۲۴۹  | ۴۰٫۰۰۱  | ۳۷٫۶۳۶  |
| لوکزامبورگ             | ۲۲٫۳۴۸  | ۲۰٫۹۹۶  | ۲۲٫۰۵۶  | ۲۶٫۹۰۶  | ۲۷٫۴۸۵  | ۲۸٫۳۲۱  | ۲۸٫۳۷۰  | ۲۸٫۴۱۶  | ۲۸٫۴۲   |
| ماکائو                 | ۰٫۰۰۰   | ۰٫۰۰۰   | ۰٫۰۰۰   | ۰٫۰۰۰   | ۰٫۰۰۰   | ۰٫۰۰۰   | ۰٫۰۰۰   | ۰٫۰۰۰   | ۰٫۰۰۰   |
| ماداگاسکار             | ۴۰٫۰۳۱  | ۳۹٫۸۹۴  | ۳۸٫۴۲۲  | ۴۴٫۱۷۱  | ۴۴٫۹۶۱  | ۴۷٫۰۴۶  | ۴۸٫۷۵۸  | ۵۰٫۰۱۴  | ۵۰٫۹۶۶  |
| مالاوی                 | ۶۱٫۴۸۸  | ۶۳٫۱۱۷  | ۶۳٫۴۳۱  | ۷۰٫۶۶۳  | ۷۵٫۰۷۲  | ۷۴٫۹۴۲  | ۷۳٫۴۲۰  | ۷۲٫۷۸۶  | ۷۱٫۳۴۱  |
| مالزی                  | ۵۴٫۳۹۵  | ۵۵٫۵۴۳  | ۵۷٫۲۴۳  | ۶۷٫۵۸۱  | ۶۶٫۰۲۵  | ۶۵٫۰۴۳  | ۶۴٫۱۲۳  | ۶۳٫۰۰۸  | ۶۱٫۹۹۶  |
| مالدیو                 | ۶۱٫۲۹۹  | ۷۱٫۲۵۴  | ۷۷٫۹۸۷  | ۱۱۸٫۳۱۸ | ۱۱۹٫۱۷۸ | ۱۱۶٫۶۶۷ | ۱۱۳٫۹۱۴ | ۱۱۰٫۰۳۳ | ۱۰۶٫۵۰۹ |
| مالی                   | ۳۵٫۹۸۵  | ۳۷٫۷۱۸  | ۴۰٫۴۶۴  | ۴۴٫۷۹۷  | ۴۶٫۲۴۱  | ۴۶٫۱۹۵  | ۴۶٫۵۵۳  | ۴۶٫۴۴۹  | ۴۶٫۲۳۶  |
| مالت                   | ۴۸٫۷۹۳  | ۴۵٫۱۸۵  | ۴۲٫۵۷۰  | ۵۶٫۶۹۷  | ۵۷٫۰۸۳  | ۵۵٫۴۲۴  | ۵۴٫۵۵۴  | ۵۳٫۰۹۲  | ۵۱٫۳۸۵  |
| جزایر مارشال           | ۲۶٫۶۳۵  | ۲۴٫۵۴۷  | ۲۲٫۶۲۶  | ۲۷٫۴۳۳  | ۲۴٫۷۳۰  | ۲۴٫۳۱۸  | ۲۴٫۹۴۶  | ۲۸٫۶۶۳  | ۳۲٫۲۹۸  |
| موریتانی               | ۵۵٫۱۰۰  | ۶۱٫۳۸۹  | ۵۸٫۱۱۵  | ۶۵٫۵۶۵  | ۶۵٫۹۰۹  | ۶۴٫۶۵۹  | ۶۱٫۷۶۴  | ۵۸٫۸۷۷  | ۵۶٫۹۳۲  |
| موریس                  | ۶۴٫۳۴۰  | ۶۶٫۲۲۳  | ۸۲٫۸۰۴  | ۸۵٫۶۵۳  | ۸۴٫۱۶۵  | ۸۳٫۷۴۹  | ۸۵٫۷۸۲  | ۸۸٫۳۱۱  | ۸۵٫۲۵۸  |
| مکزیک                  | ۵۳٫۹۶۳  | ۵۳٫۶۰۶  | ۵۳٫۷۴۹  | ۶۵٫۵۴۱  | ۶۵٫۵۹۹  | ۶۵٫۴۰۶  | ۶۵٫۱۶۴  | ۶۵٫۰۲۳  | ۶۴٫۹۰۵  |
| ایالات فدرال میکرونزی  | ۲۱٫۹۲۳  | ۱۸٫۷۶۱  | ۱۶٫۹۹۸  | ۱۶٫۴۹۵  | ۱۴٫۹۷۸  | ۱۳٫۶۷۳  | ۱۲٫۴۲۴  | ۱۵٫۷۹۹  | ۱۹٫۰۴۶  |
| مولدووا                | ۳۴٫۳۰۰  | ۳۱٫۶۴۰  | ۲۸٫۳۷۸  | ۳۷٫۸۴۷  | ۳۹٫۲۳۸  | ۴۰٫۴۲۵  | ۴۰٫۷۱۷  | ۳۹٫۸۴۸  | ۳۸٫۹۱۷  |
| مونته‌نگرو              | ۶۶٫۲۰۷  | ۷۱٫۸۸۵  | ۷۹٫۳۴۳  | ۹۰٫۸۴۸  | ۸۸٫۱۴۵  | ۸۶٫۱۱۰  | ۸۴٫۱۸۷  | ۸۲٫۲۳۹  | ۸۰٫۲۰۱  |
| مراکش                  | ۶۵٫۱۰۹  | ۷۵٫۱۷۷  | ۸۰٫۵۰۰  | ۹۱٫۱۰۰  | ۹۵٫۰۷۳  | ۱۰۱٫۹۶۱ | ۱۰۲٫۸۹۳ | ۱۰۰٫۸۳۲ | ۹۸٫۸۵۶  |
| موزامبیک               | ۱۰۲٫۴۴۳ | ۱۰۶٫۲۴۶ | ۱۰۴٫۳۷۸ | ۱۲۱٫۳۳۱ | ۱۲۳٫۵۱۱ | ۱۲۳٫۳۵۱ | ۱۱۶٫۸۰۳ | ۱۰۴٫۸۸۵ | ۹۲٫۰۸۱  |
| میانمار                | ۳۸٫۴۷۰  | ۴۰٫۴۱۵  | ۳۸٫۸۴۴  | ۴۲٫۳۷۵  | ۴۵٫۲۱۱  | ۴۶٫۹۵۹  | ۴۸٫۴۱۱  | ۴۹٫۶۷۳  | ۵۰٫۵۴۹  |
| نامیبیا                | ۴۳٫۵۰۷  | ۴۹٫۸۱۱  | ۵۴٫۶۶۰  | ۶۷٫۶۱۵  | ۶۸٫۱۶۶  | ۷۲٫۶۷۹  | ۷۴٫۵۳۹  | ۷۵٫۶۴۸  | ۷۶٫۴۷۶  |
| نائورو                 | ۷۶٫۶۸۹  | ۷۴٫۳۱۶  | ۶۱٫۹۹۲  | ۵۹٫۷۳۹  | ۵۷٫۲۹۸  | ۵۵٫۵۰۲  | ۵۴٫۱۰۵  | ۶۵٫۹۶۵  | ۷۸٫۸۲۱  |
| نپال                   | ۲۶٫۰۸۷  | ۳۰٫۲۳۸  | ۳۰٫۰۶۹  | ۳۹٫۲۲۰  | ۴۳٫۷۰۰  | ۴۵٫۰۳۹  | ۴۶٫۲۸۴  | ۴۷٫۳۵۳  | ۴۸٫۲۲۹  |
| هلند                   | ۵۶٫۹۱۳  | ۵۲٫۳۹۱  | ۴۸٫۳۸۴  | ۵۹٫۳۱۹  | ۶۱٫۱۴۰  | ۶۱٫۰۱۱  | ۶۰٫۱۱۳  | ۵۸٫۵۹۶  | ۵۶٫۳۹۱  |
| نیوزیلند               | ۳۱٫۲۶۷  | ۲۸٫۵۱۸  | ۳۱٫۵۴۲  | ۴۸٫۰۲۳  | ۶۰٫۲۱۷  | ۶۵٫۵۶۴  | ۶۸٫۰۱۸  | ۶۸٫۵۱۰  | ۶۶٫۹۰۳  |
| نیکاراگوئه             | ۳۴٫۰۸۰  | ۳۷٫۵۵۰  | ۴۲٫۱۳۹  | ۴۸٫۲۵۵  | ۵۰٫۲۵۹  | ۵۰٫۴۷۴  | ۵۱٫۲۴۹  | ۵۳٫۳۶۶  | ۵۵٫۵۰۱  |
| نیجر                   | ۳۹٫۵۳۰  | ۳۸٫۹۳۹  | ۴۱٫۷۲۶  | ۴۸٫۳۵۰  | ۴۸٫۶۴۵  | ۴۵٫۴۹۱  | ۴۳٫۰۲۳  | ۴۲٫۲۰۱  | ۴۱٫۶۲۵  |
| نیجریه                 | ۲۵٫۳۴۰  | ۲۷٫۶۵۷  | ۲۹٫۱۴۲  | ۳۴٫۹۷۸  | ۳۵٫۵۰۹  | ۳۶٫۲۳۱  | ۳۶٫۵۳۸  | ۳۶٫۹۷۷  | ۳۷٫۴۴۹  |
| مقدونیه شمالی          | ۳۹٫۳۸۳  | ۴۰٫۵۹۹  | ۴۰٫۱۶۶  | ۵۰٫۲۵۴  | ۵۰٫۵۲۶  | ۵۰٫۶۲۰  | ۵۰٫۸۱۰  | ۵۱٫۰۷۵  | ۵۱٫۵۰۶  |
| نروژ                   | ۳۸٫۶۳۶  | ۳۹٫۹۱۵  | ۴۱٫۲۵۰  | ۴۰٫۰۰۰  | ۴۰٫۰۰۰  | ۴۰٫۰۰۰  | ۴۰٫۰۰۰  | ۴۰٫۰۰۰  | ۴۰٫۰۰۰  |
| عمان                   | ۴۶٫۴۱۶  | ۵۳٫۱۶۸  | ۶۳٫۰۵۶  | ۸۱٫۵۲۹  | ۸۸٫۶۵۱  | ۸۶٫۶۷۷  | ۹۰٫۸۳۳  | ۹۵٫۲۷۸  | ۹۹٫۰۷۴  |
| پاکستان                | ۶۷٫۰۶۰  | ۷۲٫۰۷۷  | ۸۵٫۵۵۵  | ۸۷٫۲۰۳  | ۸۵٫۹۶۵  | ۸۲٫۱۱۲  | ۷۸٫۳۰۴  | ۷۳٫۶۳۹  | ۶۹٫۲۶۳  |
| پاناما                 | ۳۴٫۷۸۴  | ۳۶٫۷۷۷  | ۴۱٫۰۳۷  | ۵۴٫۹۵۱  | ۶۰٫۱۳۹  | ۶۰٫۶۴۴  | ۵۸٫۹۴۲  | ۵۷٫۳۲۰  | ۵۵٫۲۸۶  |
| پاپوآ گینه نو          | ۳۲٫۴۸۴  | ۳۶٫۷۸۲  | ۴۰٫۰۵۹  | ۴۶٫۷۰۲  | ۴۷٫۷۳۸  | ۴۹٫۱۶۰  | ۴۷٫۷۷۶  | ۴۷٫۷۲۷  | ۴۵٫۶۹۰  |
| پاراگوئه               | ۱۹٫۸۴۱  | ۲۲٫۲۴۳  | ۲۶٫۱۰۷  | ۳۵٫۴۵۳  | ۳۵٫۶۹۷  | ۳۵٫۲۴۷  | ۳۴٫۴۲۹  | ۳۳٫۹۱۹  | ۳۳٫۳۵۷  |
| پرو                    | ۲۵٫۴۱۳  | ۲۶٫۱۶۴  | ۲۷٫۱۲۲  | ۳۹٫۴۸۲  | ۳۹٫۱۳۱  | ۳۹٫۶۸۱  | ۳۹٫۳۹۴  | ۳۸٫۸۰۳  | ۳۷٫۷۹۶  |
| فیلیپین                | ۳۸٫۱۰۸  | ۳۷٫۱۳۴  | ۳۶٫۹۶۹  | ۴۸٫۸۵۸  | ۵۲٫۵۱۲  | ۵۴٫۹۷۰  | ۵۶٫۹۶۳  | ۵۸٫۴۱۲  | ۵۹٫۳۳۳  |
| لهستان                 | ۵۰٫۶۲۶  | ۴۸٫۸۴۳  | ۴۵٫۹۶۹  | ۶۰٫۰۰۱  | ۶۰٫۱۷۹  | ۵۹٫۲۳۹  | ۵۹٫۳۴۱  | ۵۹٫۸۶۵  | ۶۰٫۸۹۳  |
| پرتغال                 | ۱۲۶٫۱۴۳ | ۱۲۲٫۰۰۴ | ۱۱۷٫۷۳۷ | ۱۳۷٫۲۴۰ | ۱۳۰٫۰۴۷ | ۱۲۴٫۰۵۹ | ۱۱۹٫۶۰۷ | ۱۱۷٫۷۸۹ | ۱۱۵٫۸۹۵ |
| پورتوریکو              | ۵۱٫۶۲۸  | ۵۴٫۶۴۷  | ۵۶٫۲۰۶  | ۶۴٫۸۰۶  | ۶۵٫۲۷۱  | ۶۵٫۵۶۹  | ۶۶٫۳۰۷  | ۶۶٫۹۷۱  | ۶۷٫۵۰۲  |
| قطر                    | ۵۱٫۵۵۲  | ۴۶٫۵۴۳  | ۵۶٫۱۸۲  | ۶۸٫۰۵۹  | ۶۰٫۵۷۸  | ۵۴٫۰۳۱  | ۴۸٫۰۳۱  | ۴۳٫۰۰۸  | ۳۷٫۹۵۵  |
| رومانی                 | ۳۶٫۸۱۱  | ۳۶٫۴۲۷  | ۳۶٫۷۶۱  | ۴۴٫۸۳۳  | ۴۹٫۵۹۱  | ۵۴٫۳۸۲  | ۵۸٫۴۷۵  | ۶۲٫۱۹۶  | ۶۵٫۳۵۱  |
| روسیه                  | ۱۴٫۳۱۱  | ۱۳٫۵۲۰  | ۱۳٫۹۱۵  | ۱۸٫۹۴۲  | ۱۸٫۹۸۲  | ۱۸٫۵۲۸  | ۱۸٫۲۰۱  | ۱۸٫۰۴۸  | ۱۷٫۹۱۵  |
| رواندا                 | ۴۱٫۳۱۷  | ۴۴٫۹۹۱  | ۵۱٫۳۶۱  | ۶۱٫۶۰۴  | ۶۹٫۳۸۷  | ۶۹٫۵۴۸  | ۶۷٫۵۷۱  | ۶۷٫۰۱۵  | ۶۶٫۸۷۲  |
| سنت کیتس و نویس        | ۵۹٫۴۱۳  | ۵۷٫۲۱۲  | ۵۶٫۲۲۰  | ۶۹٫۰۶۹  | ۶۳٫۹۴۳  | ۵۸٫۴۰۲  | ۵۴٫۱۱۹  | ۵۳٫۱۷۹  | ۵۲٫۲۱۶  |
| سنت لوسیا              | ۵۹٫۸۶۹  | ۵۹٫۹۷۹  | ۶۱٫۳۲۱  | ۸۵٫۰۹۶  | ۸۷٫۷۰۲  | ۸۸٫۶۵۰  | ۸۶٫۵۱۱  | ۸۵٫۶۹۶  | ۸۴٫۵۴۵  |
| سنت وینسنت و گرنادین‌ها | ۷۳٫۵۰۱  | ۷۵٫۶۴۲  | ۷۵٫۱۹۶  | ۸۷٫۹۲۷  | ۸۹٫۶۹۴  | ۹۰٫۸۳۱  | ۹۰٫۸۰۲  | ۸۹٫۲۳۹  | ۸۶٫۸۰۹  |
| ساموآ                  | ۴۹٫۶۵۵  | ۵۲٫۸۹۴  | ۴۷٫۵۲۵  | ۵۵٫۶۰۶  | ۶۵٫۳۳۹  | ۷۰٫۳۶۸  | ۷۳٫۵۰۲  | ۷۳٫۳۳۳  | ۷۳٫۲۲۷  |
| سان مارینو             | ۷۶٫۶۴۱  | ۷۸٫۷۶۹  | ۸۵٫۷۰۸  | ۹۷٫۴۰۸  | ۹۵٫۱۷۳  | ۹۴٫۵۱۷  | ۹۴٫۱۱۷  | ۹۴٫۸۴۶  | ۹۵٫۳۲۱  |
| سائوتومه و پرنسیپ      | ۸۵٫۸۳۹  | ۸۳٫۰۷۹  | ۷۳٫۰۶۹  | ۷۳٫۶۳۷  | ۶۶٫۷۱۰  | ۶۲٫۶۳۹  | ۵۸٫۷۵۶  | ۵۵٫۰۵۶  | ۵۱٫۸۴   |
| عربستان سعودی          | ۱۷٫۱۶۰  | ۱۸٫۹۸۰  | ۲۲٫۷۹۰  | ۳۳٫۴۱۸  | ۳۴٫۳۴۹  | ۳۴٫۰۸۸  | ۳۲٫۹۷۰  | ۳۴٫۴۰۹  | ۳۵٫۵۴۶  |
| سنگال                  | ۶۱٫۱۳۹  | ۶۳٫۱۹۸  | ۶۴٫۰۵۱  | ۶۵٫۴۰۵  | ۶۵٫۴۲۴  | ۶۴٫۶۲۱  | ۶۰٫۳۶۱  | ۵۸٫۲۹۰  | ۵۷٫۴۷۳  |
| صربستان                | ۵۸٫۷۲۷  | ۵۴٫۴۵۲  | ۵۲٫۸۳۶  | ۵۹٫۵۴۶  | ۵۶٫۹۶۵  | ۵۳٫۱۰۵  | ۵۰٫۲۴۲  | ۴۷٫۵۹۱  | ۴۵٫۰۴۰  |
| سیشل                   | ۶۲٫۲۷۵  | ۵۷٫۶۸۲  | ۵۵٫۲۶۰  | ۸۸٫۵۶۲  | ۸۴٫۹۸۴  | ۸۰٫۳۳۷  | ۷۳٫۰۳۰  | ۶۷٫۲۹۰  | ۶۱٫۳۶۱  |
| سیرالئون               | ۶۹٫۱۵۵  | ۶۹٫۰۸۹  | ۷۰٫۰۴۹  | ۷۷٫۳۶۶  | ۷۸٫۴۸۳  | ۷۶٫۴۳۴  | ۷۳٫۳۸۴  | ۷۰٫۱۹۴  | ۶۷٫۲۹۶  |
| سنگاپور                | ۱۰۸٫۴۰۳ | ۱۱۰٫۴۴۷ | ۱۳۰٫۰۲۳ | ۱۳۱٫۱۸۶ | ۱۳۲٫۳۵۳ | ۱۳۳٫۵۱۹ | ۱۳۴٫۷۰۱ | ۱۳۵٫۸۹۸ | ۱۳۷٫۱۱۲ |
| اسلواکی                | ۵۱٫۳۱۲  | ۴۹٫۴۶۳  | ۴۸٫۰۰۰  | ۶۱٫۷۹۲  | ۶۰٫۶۲۵  | ۵۸٫۹۸۹  | ۵۶٫۹۲۳  | ۵۵٫۶۲۳  | ۵۵٫۱۷۸  |
| اسلوونی                | ۷۴٫۱۲۲  | ۷۰٫۴۲۵  | ۶۶٫۱۳۰  | ۸۰٫۹۵۶  | ۷۸٫۰۰۵  | ۷۷٫۳۰۹  | ۷۵٫۴۶۶  | ۷۳٫۸۶۲  | ۷۲٫۷۴۷  |
| جزایر سلیمان           | ۸٫۳۸۶   | ۸٫۱۹۹   | ۸٫۹۱۳   | ۱۵٫۳۴۶  | ۱۸٫۷۸۵  | ۲۱٫۳۷۵  | ۲۳٫۷۵۳  | ۲۵٫۷۳۸  | ۲۷٫۸۳۰  |
| آفریقای جنوبی          | ۵۳٫۰۲۲  | ۵۶٫۷۱۰  | ۶۲٫۱۵۱  | ۷۸٫۸۲۱  | ۸۲٫۷۵۸  | ۸۵٫۶۷۹  | ۸۷٫۲۷۵  | ۸۶٫۹۲۱  | ۸۵٫۱۷۴  |
| کره جنوبی              | ۴۰٫۰۵۰  | ۴۰٫۰۲۲  | ۴۱٫۹۲۴  | ۴۸٫۴۱۰  | ۵۲٫۲۴۱  | ۵۵٫۸۰۱  | ۵۹٫۲۵۴  | ۶۲٫۲۶۸  | ۶۴٫۹۶۰  |
| سودان جنوبی            | ۶۵٫۲۰۹  | ۴۸٫۱۸۹  | ۶۵٫۴۲۷  | ۷۱٫۷۳۷  | ۵۶٫۷۴۸  | ۴۷٫۴۹۸  | ۴۰٫۷۴۲  | ۳۶٫۹۵۱  | ۳۵٫۳۳۳  |
| اسپانیا                | ۹۸٫۵۵۶  | ۹۷٫۶۰۱  | ۹۵٫۴۶۶  | ۱۲۳٫۰۳۸ | ۱۲۱٫۳۱۰ | ۱۲۰٫۳۷۵ | ۱۱۹٫۳۰۸ | ۱۱۸٫۱۲۰ | ۱۱۸٫۸۱۳ |
| سری‌لانکا               | ۷۷٫۹۰۲  | ۸۳٫۷۶۹  | ۸۶٫۷۸۱  | ۹۸٫۲۵۵  | ۹۸٫۲۹۵  | ۹۷٫۸۰۷  | ۹۷٫۶۸۳  | ۹۷٫۲۵۳  | ۹۶٫۵۵۰  |
| سودان                  | ۱۵۹٫۱۸۰ | ۱۸۶٫۷۰۸ | ۲۰۱٫۵۷۸ | ۲۵۹٫۳۸۵ | ۲۵۰٫۷۱۳ | ۲۲۱٫۱۵۷ | ۲۱۰٫۰۲۳ | ۲۰۴٫۸۶۱ | ۱۹۸٫۸۶۵ |
| سورینام                | ۷۷٫۹۸۶  | ۷۵٫۵۶۳  | ۸۲٫۲۹۵  | ۱۴۵٫۲۶۸ | ۱۰۷٫۷۰۴ | ۱۱۰٫۸۸۲ | ۱۱۲٫۱۵۷ | ۱۱۶٫۴۶۶ | ۱۲۰٫۴۸۹ |
| سوئد                   | ۴۰٫۶۹۶  | ۳۸٫۸۰۳  | ۳۴٫۸۲۶  | ۴۱٫۸۶۳  | ۴۱٫۷۲۰  | ۴۱٫۴۲۹  | ۳۹٫۵۴۱  | ۳۷٫۷۶۶  | ۳۶٫۰۳۵  |
| سوئیس                  | ۴۲٫۷۰۳  | ۴۰٫۹۵۶  | ۴۲٫۱۳۸  | ۴۸٫۷۴۹  | ۴۸٫۴۷۶  | ۴۷٫۹۴۵  | ۴۷٫۳۳۳  | ۴۶٫۲۴۲  | ۴۵٫۲۷۹  |
| سوریه                  | n/a     | n/a     | n/a     | n/a     | n/a     | n/a     | n/a     | n/a     | n/a     |
| تایوان                 | ۳۴٫۵۱۴  | ۳۳٫۹۷۸  | ۳۲٫۷۶۹  | ۳۵٫۶۰۲  | ۳۵٫۶۱۱  | ۳۴٫۵۶۹  | ۳۲٫۹۶۷  | ۳۱٫۱۸۹  | ۲۹٫۳۳۰  |
| تاجیکستان              | ۵۰٫۲۹۳  | ۴۷٫۸۱۹  | ۴۳٫۰۸۷  | ۴۷٫۷۶۸  | ۴۸٫۸۶۰  | ۴۸٫۴۵۴  | ۴۸٫۳۴۴  | ۴۸٫۲۴۲  | ۴۷٫۹۶۳  |
| تانزانیا               | ۳۷٫۶۷۱  | ۳۸٫۶۹۹  | ۳۸٫۲۲۰  | ۳۸٫۵۰۷  | ۳۹٫۲۴۸  | ۳۸٫۹۵۹  | ۳۸٫۲۵۸  | ۳۷٫۳۹۶  | ۳۶٫۸۱۴  |
| تایلند                 | ۴۱٫۷۸۲  | ۴۱٫۹۵۷  | ۴۱٫۰۹۵  | ۵۰٫۴۴۸  | ۵۶٫۳۷۱  | ۵۶٫۰۹۶  | ۵۶٫۸۵۹  | ۵۶٫۹۳۷  | ۵۶٫۸۶۶  |
| توگو                   | ۷۵٫۹۵۲  | ۷۶٫۱۵۲  | ۷۰٫۸۵۴  | ۷۳٫۴۵۸  | ۷۱٫۱۰۸  | ۶۸٫۸۸۷  | ۶۵٫۵۷۱  | ۶۲٫۲۲۹  | ۵۹٫۲۱۲  |
| ترینیداد و توباگو      | ۴۲٫۵۰۲  | ۴۲٫۱۶۴  | ۴۵٫۱۱۶  | ۵۷٫۴۶۰  | ۶۴٫۲۸۶  | ۶۷٫۵۷۵  | ۷۱٫۲۳۱  | ۷۵٫۱۶۴  | ۷۸٫۹۲۵  |
| تونس                   | ۷۰٫۵۹۵  | ۷۸٫۱۷۶  | ۷۲٫۳۳۳  | ۸۴٫۷۶۵  | ۸۶٫۲۰۱  | ۸۸٫۱۹۳  | ۸۷٫۶۳۹  | ۸۳٫۵۷۰  | ۷۸٫۰۲۵  |
| ترکیه                  | ۲۸٫۰۲۷  | ۳۰٫۱۷۳  | ۳۲٫۹۸۶  | ۴۱٫۶۶۶  | ۴۵٫۵۱۷  | ۴۷٫۳۴۲  | ۴۸٫۰۵۵  | ۴۹٫۳۳۲  | ۵۰٫۳۷۹  |
| ترکمنستان              | ۳۰٫۵۹۲  | ۳۱٫۳۶۶  | ۳۲٫۷۸۳  | ۳۰٫۹۱۱  | ۲۶٫۶۸۱  | ۲۵٫۸۵۷  | ۲۹٫۷۹۴  | ۳۲٫۳۶۲  | ۳۳٫۳۲۲  |
| تووالو                 | ۳۴٫۵۶۴  | ۲۵٫۲۵۸  | ۱۹٫۵۲۴  | ۱۶٫۰۰۲  | ۷٫۹۰۲   | ۴٫۵۵۳   | ۳٫۸۷۸   | ۳٫۴۷۷   | ۳٫۱۱۱   |
| اوگاندا                | ۳۳٫۸۰۰  | ۳۵٫۱۲۲  | ۳۸٫۲۲۹  | ۴۶٫۰۴۸  | ۵۰٫۹۳۳  | ۵۴٫۸۶۵  | ۵۷٫۳۱۴  | ۵۷٫۷۸۵  | ۵۵٫۳۷۲  |
| اوکراین                | ۷۱٫۶۲۰  | ۶۰٫۵۵۱  | ۵۰٫۰۵۵  | ۶۵٫۶۹۲  | ۶۴٫۳۰۱  | ۶۱٫۸۳۸  | ۵۸٫۱۹۱  | ۵۴٫۹۸۵  | ۵۲٫۱۴۰  |
| امارات متحده عربی      | ۲۱٫۶۲۳  | ۲۰٫۹۰۶  | ۲۷٫۲۷۲  | ۳۶٫۹۲۹  | ۳۸٫۱۹۵  | ۳۹٫۵۵۱  | ۳۹٫۶۴۸  | ۳۹٫۳۴۷  | ۳۸٫۸۰۲  |
| بریتانیا               | ۸۶٫۲۴۵  | ۸۵٫۷۲۴  | ۸۵٫۳۵۲  | ۱۰۸٫۰۲۶ | ۱۱۱٫۵۲۲ | ۱۱۳٫۴۳۷ | ۱۱۵٫۲۶۵ | ۱۱۶٫۳۸۸ | ۱۱۶٫۹۷۰ |
| ایالات متحده آمریکا    | ۱۰۵٫۷۴۶ | ۱۰۶٫۸۹۰ | ۱۰۸٫۶۷۹ | ۱۳۱٫۱۷۷ | ۱۳۳٫۶۴۰ | ۱۳۴٫۴۹۶ | ۱۳۵٫۱۷۱ | ۱۳۵٫۹۹۱ | ۱۳۶٫۸۸۸ |
| اروگوئه                | ۶۰٫۹۸۶  | ۶۳٫۴۰۱  | ۶۵٫۹۱۱  | ۶۹٫۴۹۶  | ۶۹٫۰۲۵  | ۶۹٫۱۸۵  | ۶۹٫۴۴۱  | ۶۹٫۸۴۱  | ۶۹٫۵۳۱  |
| ازبکستان               | ۲۰٫۲۲۶  | ۲۰٫۴۳۳  | ۲۹٫۳۱۶  | ۳۶٫۱۳۱  | ۴۰٫۱۱۵  | ۴۰٫۱۹۷  | ۴۰٫۱۶۶  | ۳۹٫۳۴۴  | ۳۸٫۷۸۶  |
| وانواتو                | ۴۶٫۳۶۰  | ۴۸٫۰۸۳  | ۴۵٫۳۴۲  | ۴۷٫۶۸۸  | ۵۰٫۸۶۳  | ۵۲٫۸۸۳  | ۵۴٫۰۷۵  | ۵۵٫۶۳۶  | ۵۷٫۱۴۳  |
| ونزوئلا                | 26.004  | 180.789 | 232.786 | n/a     | n/a     | n/a     | n/a     | n/a     | n/a     |
| ویتنام                 | ۴۶٫۳۰۹  | ۴۳٫۵۸۰  | ۴۳٫۳۶۵  | ۴۶٫۶۲۳  | ۴۷٫۱۰۴  | ۴۷٫۱۷۹  | ۴۶٫۹۰۷  | ۴۶٫۳۸۱  | ۴۵٫۶۴۴  |
| یمن                    | ۷۷٫۴۲۶  | ۷۴٫۵۴۴  | ۷۶٫۵۲۷  | ۸۱٫۶۵۱  | ۷۹٫۳۳۰  | ۷۸٫۳۷۵  | ۷۱٫۹۳۲  | ۶۵٫۴۹۹  | ۶۰٫۳۵۶  |
| زامبیا                 | ۶۵٫۵۲۳  | ۷۷٫۲۴۳  | ۹۱٫۸۹۸  | ۱۱۹٫۹۷۴ | ۱۱۹٫۵۶۷ | ۱۱۶٫۴۶۲ | ۱۱۲٫۲۵۸ | ۱۰۷٫۷۴۳ | ۱۰۲٫۶۸۳ |
| زیمبابوه               | ۵۲٫۸۶۶  | ۳۷٫۳۴۳  | ۱۰٫۸۰۶  | ۲٫۳۵۸   | ۲٫۲۲۶   | ۲٫۲۰۲   | ۲٫۱۴۸   | ۲٫۰۶۰   | ۱٫۹۷۵   |